# Seznam meteoritů s rodokmenem
Jako meteorit s rodokmenem se označuje meteorit se známou dráhou ve Sluneční soustavě před jeho dopadem na Zemi. Zde uvedené souřadnice dopadu jsou pouze přibližné. 
Seznam je řazen podle data dopadu.
| #  | Datum              | Název                              | Souřadnice                              | Stát             |
| -- | ------------------ | ---------------------------------- | --------------------------------------- | ---------------- |
| 1  | 7. dubna 1959      | Příbram                            | 49°40′0″ s. š., 14°2′0″ v. d.           | Československo   |
| 2  | 3. ledna 1970      | Lost City                          | 36°1′0″ s. š., 95°9′0″ z. d.            | USA              |
| 3  | 5. února 1977      | Innisfree                          | 53°24′54″ s. š., 111°20′15″ z. d.       | Kanada           |
| 4  | 7. května 1991     | Benešov                            | 49°46′0″ s. š., 14°38′0″ v. d.          | Československo   |
| 5  | 9. října 1992      | Peekskill                          | 41°17′0″ s. š., 73°55′0″ z. d.          | USA              |
| 6  | 18. ledna 2000     | Tagish Lake                        | 59°42′16,01″ s. š., 134°12′4,79″ z. d.  | Kanada           |
| 7  | 6. května 2000     | Morávka                            | 49°36′0″ s. š., 18°31′59,99″ v. d.      | Česko            |
| 8  | 6. dubna 2002      | Neuschwanstein                     | 47°31′30″ s. š., 10°48′28,8″ v. d.      | Německo          |
| 9  | 26. března 2003    | Park Forest                        | 41°29′5,28″ s. š., 87°40′44,4″ z. d.    | USA              |
| 10 | 4. ledna 2004      | Villalbeto de la Peña              | 42°48′0″ s. š., 4°39′59,76″ z. d.       | Španělsko        |
| 11 | 21. července 2007  | Bunburra Rockhole                  | 31°21′0″ j. š., 129°11′24″ v. d.        | Austrálie        |
| 12 | 6. října 2008      | Almahata Sitta – planetka 2008 TC3 | 20°48′0″ s. š., 32°12′0″ v. d.          | Súdán            |
| 13 | 20. listopadu 2008 | Buzzard Coulee                     | 52°59′46″ s. š., 109°50′53″ z. d.       | Kanada           |
| 14 | 17. ledna 2009     | Maribo                             | 54°45′43,2″ s. š., 11°28′4,8″ v. d.     | Dánsko           |
| 15 | 9. dubna 2009      | Jesenice                           | 46°25′12″ s. š., 14°3′0″ v. d.          | Slovinsko        |
| 16 | 25. září 2009      | Grimsby                            | 43°9′50,4″ s. š., 79°34′12″ z. d.       | Kanada           |
| 17 | 28. února 2010     | Košice                             | 48°45′0″ s. š., 21°7′12″ v. d.          | Slovensko        |
| 18 | 13. dubna 2010     | Mason Gully                        | 31°0′0″ j. š., 130°0′0″ v. d.           | Austrálie        |
| 19 | 4. února 2011      | Križevci                           | 46°1′12″ s. š., 16°33′0″ v. d.          | Chorvatsko       |
| 20 | 22. dubna 2012     | Sutter's Mill                      | 37°36′0″ s. š., 120°30′0″ z. d.         | USA              |
| 21 | 17. října 2012     | Novato                             | 38°6′0″ s. š., 122°36′0″ z. d.          | USA              |
| 22 | 15. února 2013     | Čeljabinsk                         | 54°57′18,53″ s. š., 60°19′35,81″ v. d.  | Rusko            |
| 23 | 18. dubna 2014     | Annama                             | 68°46′29,68″ s. š., 30°47′14,14″ v. d.  | Rusko            |
| 24 | 9. prosince 2014   | Žďár nad Sázavou                   | 49°32′20,4″ s. š., 16°4′37,2″ v. d.     | Česko            |
| 25 | 2. září 2015       | Sariçiçek                          | 38°54′5,98″ s. š., 40°36′0,58″ v. d.    | Turecko          |
| 26 | 9. ledna 2015      | Porangaba                          | 23°10′40,95″ j. š., 48°7′18,36″ z. d.   | Brazílie         |
| 27 | 23. října 2015     | Creston                            | 35°34′13″ s. š., 120°28′21″ v. d.       | USA              |
| 28 | 27. října 2015     | Murrili                            | 29°15′39,2″ j. š., 137°32′15,54″ v. d.  | Austrálie        |
| 29 | 6. února 2016      | Ejby                               | 55°42′1,19″ s. š., 12°24′19,8″ v. d.    | Dánsko           |
| 30 | 6. března 2016     | Stubenberg                         | 48°17′5,45″ s. š., 13°8′52,99″ v. d.    | Rakousko/Německo |
| 31 | 17. května 2016    | Hradec Králové                     | 50°18′2,99″ s. š., 15°43′40,19″ v. d.   | Česko            |
| 32 | 31. října 2016     | Dingle Dell                        | 29°12′21,89″ j. š., 116°12′55,69″ v. d. | Austrálie        |

## Video
- Česká televize: Slavné meteority, 2009, 71 minut